# Divinópolis do Tocantins
Divinópolis do Tocantins es un municipio del estado del Tocantins en la Región Norte del Brasil. También conocida como Ganxo, su población estimada en 2007 era de 6 359 habitantes. La ciudad posee una fuerte economía, centrada en la agropecuaria y el comercio. Su industria agropecuaria es de las más fuertes del estado.
Posee un área de 2357,2 km².

## Historia
La historia del municipio está ligada al comerciante Divino Luis Costa, que se estableció en la región, en la década de los 50. Otros inmigrantes procedentes de Minas Gerais y Bahia, siguiendo en dirección al Pará, tomaban posada en la región antes de seguir su destino. Así, algunos se fueron estableciendo y formando un poblado.